# Magnetische Partikelverfolgung
Die magnetische Partikelverfolgung (englisch magnetic particle tracking, MPT) ist ein Verfahren zur Ortung, Positionsbestimmung und Bewegungsverfolgung magnetischer Objekte oder magnetisierbarer Partikel in Echtzeit. Das Verfahren basiert auf der Erfassung von Magnetfeldern, die entweder durch Permanentmagnete oder durch temporär aufmagnetisierte Eisenpartikel erzeugt werden. Es findet breite Anwendung in der Medizintechnik, Robotik, Strömungsmechanik, Materialforschung und industriellen Prozessüberwachung.

## Grundlagen
Magnetische Partikelverfolgung nutzt die Tatsache, dass bewegte oder ortsveränderte magnetische Quellen (wie Magnete oder magnetisierbare Partikel) detektierbare Veränderungen im umgebenden Magnetfeld verursachen. Diese Veränderungen werden durch empfindliche Magnetfeldsensoren gemessen und  in Positions- und Bewegungsdaten umgewandelt.
Zwei Hauptansätze lassen sich unterscheiden:

## Verfolgung von Permanentmagneten
Bei diesem Verfahren wird ein kleiner Permanentmagnet (z. B. aus Neodym-Eisen-Bor) direkt mit dem zu verfolgenden Objekt verbunden. Die konstante Magnetisierung erzeugt ein stabil messbares Magnetfeld, das durch Sensoren im Raum detektiert werden kann.

### Vorteile
- Kein externer Magnetisierungsprozess erforderlich
- Hohe Signalstärke bei kompakter Bauform
- Echtzeitverfolgung mit geringem technischen Aufwand

### Nachteile
- Permanente Magnetfelder können andere Systeme stören
- Keine gezielte „Deaktivierung“ des Signals möglich

### Anwendungen
- Navigation von Kathetern und Endoskopen in der Medizintechnik
- Freisetzung von Medikamenten im Magen-/Darmbereich[2]
- Überwachung von Magen-/Darmbewegungen zur medizinischen Diagnose, Magnetic Marker Monitoring[3][4][5]
- Fingertracking in VR-/AR-Systemen
- Magnetisches Monitoring von Maschinenteile
- Überwachung Strömungsverhalten in Wirbelschicht- / Wirbelbett-Reaktoren

## Verfolgung aufmagnetisierter Eisenpartikel
Dieser Ansatz nutzt superparamagnetische Eisenoxidpartikel (SPIONs), die durch externe Magnetfelder kurzfristig magnetisiert werden. Während der Magnetisierung sind sie Ursache eines messbaren Magnetfeldes, das zu ihrer Verfolgung genutzt wird. Nach dem Entfernen des Magnetfeldes verlieren sie ihre Magnetisierung vollständig.

### Vorteile
- Keine permanente Magnetisierung – geringe Störwirkung
- Biokompatibel und sicher für In-vivo-Anwendungen
- Geringe Rückkopplungseffekte

### Nachteile
- Notwendigkeit eines externen Magnetfelds zur Aktivierung
- Schwächeres Signal im Vergleich zu Permanentmagneten

### Anwendungen
- Medikamententransport und Targeting (Drug Delivery)
- Durchflussmessungen in mikrofluidischen Systemen
- Magnetische Tracerdiagnostik

## Magnetisches Monitoring
Das magnetische Monitoring ist ein übergeordneter Begriff für die kontinuierliche Überwachung technischer oder biologischer Prozesse mittels Magnetfeldsensorik. Häufig kommen dabei Permanentmagnete als Signalquellen zum Einsatz, die fest in das zu überwachende System integriert sind. Veränderungen im Magnetfeld durch Bewegung, Position oder Temperaturveränderungen lassen Rückschlüsse auf Systemzustände zu.

### Anwendungsbeispiele
- Zustandsüberwachung rotierender Maschinenteile
- Lagerüberwachung durch magnetische Indikatoren
- Überwachung von Körperbewegungen bei Rehabilitationsmaßnahmen

## Sensorik
Zur Detektion magnetischer Felder werden je nach Anwendungsfall verschiedene Sensortechnologien verwendet:
- Hall-Sensoren
- GMR-/TMR-/AMR-Sensoren (magnetoresistiv)
- Fluxgate-Magnetometer
- SQUIDs (für extrem empfindliche Messungen)